# Kanton Arcueil
Der Kanton Arcueil war von 1976 bis 2015 ein französischer Wahlkreis im Arrondissement L’Haÿ-les-Roses, im Département Val-de-Marne und in der Region Île-de-France; sein Hauptort war Arcueil.

## Gemeinden
Der Kanton bestand aus der Gemeinde Arcueil und Teilen der Stadt Gentilly. Der westliche Teil Gentillys gehörte zum Kanton Le Kremlin-Bicêtre. Angegeben ist hier die Gesamteinwohnerzahl. Im Kanton lebten etwa 6.500 Einwohner von Gentilly.
| Gemeinde | Einwohner Jahr | Fläche km² | Bevölkerungsdichte | Code INSEE | Postleitzahl |
| -------- | -------------- | ---------- | ------------------ | ---------- | ------------ |
| Arcueil  | 19.746 (2013)  | 2,33       | 8475 Einw./km²     | 94003      | 94110        |
| Gentilly | 16.427 (2013)  | –          | – Einw./km²        | 94037      | 94250        |